# Александр Плункет
Александр Плункет (помер 1503 р.) був ірландським державним діячем і суддею в XV-му столітті. 
Він був призначений лордом-канцлером Ірландії королем Англії Генріхом VII в 1492 році. Роуленд ФіцЕвстас, 1-й барон Портлстер, був лордом-канцлером і лордом-скарбником Ірландії до Плункета.  
Управління було розділено між Олександром Плункетом та сером Джеймсом Ормоном, який став лордом-скарбником Ірландії. Країна в цей час опинилася у великому конфлікті, оскільки Генріх VII намагався змусити ірландців клястися у вірності йому, а не своїм королям і принцам. О'Фланаган  стверджує, що неможливо сформувати жодної думки щодо його кар'єри як лорда-канцлера, оскільки не існує жодного запису  з його суджень. 

## Біографія
Він народився в Ратморі в графстві Міт, син сера Томаса Фітца-Крістофера Плункета, лорда головного судді Королівської лавки в Ірландії та його другої дружини Маріон Крюс (або Круїз); Олександр був першим двоюрідним братом іншого сера Томаса Плункета, який став головним суддею Ірландських спільних благань  обоє - онуки Крістофера Плункетта, 1 - го барона Кілліна . 
Плункет одружився спочатку на Енн Марвард, дочці титулованого барона Скрина ; вдруге, з  Маргарет Батлер, сестрою Пірса Батлера, 8-го графа Ормонде, третій шлюб був з близькою родичкою (можливо, дочкою) Джеральда Фіц-Джеральда, 8-го графа Кілдаре .  У нього були діти з усіх трьох шлюбів, дев'ять синів та дві дочки. 
Завдяки  другому і третьому шлюбу він був пов'язаний з родинами графа Кілдаре та графа Ормонде ; його політична лояльність спочатку була до фракції Кілдара, але пізніше він посварився з Кілдаре. Він був супутником Братства Святого Георгія, недовгої військової гільдії, якій була доручена оборона Пейла  . Він виконував обов'язки високопоставного шерифа Метса в 1482 році. 
Поки Дом Йорку тримав владу, він, був досить лояльним йоркістом ; Александр був при дворі в 1479 році, а в 1484 році отримав від Річарда III листа, в якому останній подякував за роботу. Після падіння Йоркської династії та її заміни династією Тюдорів новий король Генріх VII довірив Плункету достатньо, щоб зробити його лордом-канцлером; це, мабуть, була спроба контролювати владу фракції Кілдара, з якою Плункет сварився. 
Він залишив посаду в 1494 році і помер у 1503 році. Маєтки Александра перейшли до його старшого сина сера Крістофера Плунке, і після смерті Крістофера до наступного вцілілого сина Едварда. 